# سوتيرا
سطير أو سُتَيرة أو (نقحرة: سوتيرا) (بالإيطالية: Sutera)‏ هي بلدية في مقاطعة قلعة النساء في صقلية الإيطالية.

## السكان
في سنة 1861 بلغ عدد السكان 2٬677 نسمة، وتطور العدد ليصل في سنة 2011 لـ 1٬436 نسمة.
يظهر هذا المخطط البياني تطور النمو السكاني لـ سطير

## توأمة
لسوتيرا اتفاقيات توأمة مع كل من:
- نولا
- Broxbourne [الإنجليزية]‏
- ديلينغن
- Borough of Broxbourne [الإنجليزية]‏
- هويرسفيردا